# Окада, Хиротака
Хиротака Окада (яп. 岡田 弘隆, 22 февраля 1967, Оно) — японский дзюдоист средней и полусредней весовых категорий, выступал за сборную Японии во второй половине 1980-х — первой половине 1990-х годов. Бронзовый призёр летних Олимпийских игр в Барселоне, двукратный чемпион мира, чемпион Азиатских игр, чемпион Азии, чемпион Игр доброй воли в Сиэтле, победитель многих турниров национального и международного значения.

## Биография
Хиротака Окада родился 22 февраля 1967 года в посёлке Оно префектуры Гифу. Впервые заявил о себе в сезоне 1985 года, выиграв бронзовую медаль на чемпионате мира среди юниоров в Риме.
Первого серьёзного успеха на взрослом международном уровне добился в 1987 году, когда попал в основной состав японской национальной сборной и побывал на чемпионате мира в немецком Эссене, откуда привёз награду золотого достоинства, выигранную в зачёте полусреднего веса, в том числе победил в решающем поединке советского борца Башира Вараева. Благодаря череде удачных выступлений удостоился права защищать честь страны на летних Олимпийских играх 1988 года в Сеуле — выиграл здесь только один поединок, тогда как уже на стадии 1/8 финала потерпел поражение от француза Паскаля Тайо.
В 1990 году Окада поднялся в средней вес, одержав при этом победы на Играх доброй воли в Сиэтле, где в финальном поединке разобрался с олимпийским чемпионом из Польши Вальдемаром Легнем, и на Азиатских играх в Пекине, где поборол в финале корейца Ким Сынхю. Год спустя на мировом первенстве в Барселоне во второй раз стал чемпионом мира по дзюдо, на сей раз одолел в финале американца Джо Уэнага.
Будучи одним из лидеров дзюдоистской команды Японии, благополучно прошёл квалификацию на Олимпийские игры 1992 года в Барселоне — в первых двух поединках боролся лучше своих оппонентов, однако на стадии четвертьфиналов потерпел поражение от канадца Николя Жилля и лишился всяких шансов на победу в турнире. При всём при том, в утешительных поединках за третье место взял верх над всеми тремя противниками и завоевал тем самым бронзовую олимпийскую медаль.
После барселонской Олимпиады Хиротака Окада остался в основном составе японской национальной сборной и продолжил принимать участие в крупнейших международных турнирах. Так, в 1993 году он выступил на чемпионате Азии в Макао и одержал там победу в зачёте среднего веса. Год спустя занял третье место на Кубке Кодокан в Токио. Последний раз показал сколько-нибудь значимый результат в сезоне 1995 года, когда в своём весовом дивизионе выиграл этап Кубка мира в Мюнхене. Вскоре по окончании этих соревнований в декабре 1995 года принял решение завершить карьеру профессионального спортсмена, уступив место в сборной молодым японским дзюдоистам.
Впоследствии работал инструктором по дзюдо в Университете Цукубы. Неоднократно комментировал соревнования по дзюдо на канале NHK.